# Astragalus khasianus
Astragalus khasianus är en ärtväxtart som beskrevs av Aleksandr Andrejevitj Bunge. Astragalus khasianus ingår i släktet vedlar, och familjen ärtväxter. Inga underarter finns listade i Catalogue of Life.